# Rohožník (Malacky)
Rohožník é um município da Eslováquia, situado no distrito de Malacky, na região de Bratislava. Tem 27,44 km² de área e sua população em 2019 foi estimada em 3524 habitantes.

## Demografia
| Ano:        | 1994 | 2004   | 2014   | 2024   |
| ----------- | ---- | ------ | ------ | ------ |
| Broj ljudi: | 3321 | 3480   | 3466   | 3523   |
| Razlika:    |      | +4,78% | -0,40% | +1,64% |

| Ano:               | 2023 | 2024   |
| ------------------ | ---- | ------ |
| Número de pessoas: | 3551 | 3523   |
| Diferença:         |      | -0,78% |